# Aseraggodes ramsayi
Aseraggodes ramsayi és un peix teleosti de la família dels soleids i de l'ordre dels pleuronectiformes que es troba a les costes del sud-oest del Pacífic.